# Marcos Mateo Conesa
Marcos Mateo Conesa (1876-23 de marzo de 1923) fue uno de los "Últimos de Filipinas", nacido en el municipio  Tronchón (Teruel, España).

## Primeros años
De joven, es enrolado en el ejército y destinado a Filipinas en el Batallón Expedicionario de Cazadores n.º 2, a la edad de 22 años.
Tras la paz de Biak-na-Bato, aparentemente sofocada la revolución filipina, el gobierno decide sustituir los 400 hombres del Mayor Génova, en Baler, por el pequeño destacamento de 50 hombres al mando de Juan Alonso Zayas.

## El sitio de Baler
Marcos embarca en Manila rumbo a Baler a principios de 1898, donde llega en febrero, junto al comandante del destacamento, el Teniente Juan Alonso Zayas, el Teniente Saturnino Martín Cerezo y el recién nombrado gobernador civil y Militar del Distrito el Príncipe, el Capitán de Infantería Enrique de las Morenas y Fossi.
A pesar de que entre Baler y Manila apenas había 200 kilómetros, las comunicaciones por tierra eran prácticamente inexistentes, siendo el barco el medio habitual para la recepción de mercancías y noticias.
Tras un breve periodo de tranquilidad, el 30 de junio de 1898, durante una patrulla rutinaria, los hombres al mando de Cerezo caen en una emboscada de los insurgentes filipinos, comandados por Teodorico Novicio Luna, resultando herido el cabo Jesús García Quijano, comenzando el sitio.
Los españoles, se refugian en la iglesia del pueblo por ser el edificio más sólido y defendible en caso de prolongarse la situación, que, finalmente, duró 337 días. El 18 de octubre, Alonso muere de beriberi, tomando el mando del destacamento Martín Cerezo hasta el final del sitio, en junio de 1899.

## Regreso a España
El 28 de julio de 1899, embarca junto con el resto de los supervivientes en el puerto de Manila y llega a Barcelona el 1 de septiembre.
Al volver a su pueblo, se dedica a la fabricación de sombreros y se casó con Concepción Belmonte, con quien tuvo tres hijos.

## enlaces de interés
- Los últimos de Filipinas. El regreso a Baler, blog de Jesús Valbuena, biznieto del cabo Jesús García Quijano.

- El sitio de Baler. Documentos históricos recopilados por el general Saturnino Martín Cerezo.

- Datos: Q9028708